# Cerapachys vitiensis
Cerapachys vitiensis é uma espécie de formiga do gênero Cerapachys.